# Cathédrale de l'Immaculée-Conception de Nankin
Pour les articles homonymes, voir Cathédrale de l'Immaculée-Conception.
La cathédrale de l'Immaculée-Conception de Nankin (圣母无染原罪始胎堂), connue aussi localement sous le nom de cathédrale de la rue Shigu (石鼓路天主教堂), est une église catholique historique située au 112 de la rue Shigu, à Nankin, et qui est la cathédrale de l'archidiocèse de Nankin.

## Histoire
Construite initialement en 1870 sous la dynastie Qing, elle a ensuite été sévèrement endommagée pendant l'Expédition du Nord et a dû être rebâtie par le gouvernement chinois en 1928. Depuis les années 1930, c'est la cathédrale de l'archidiocèse de Nankin et elle est aujourd'hui la seule église catholique de la ville. En 1982, elle a été inscrite à la liste des sites historiques de la province du Jiangsu.

## Débuts
La première église de Nankin a été établie par le jésuite italien, et un des premiers missionnaires en Chine, Matteo Ricci, en 1599, lors d'une de ses trois visites à Nankin. Il y a acheté une résidence privée dans la partie ouest de la ville, en un lieu nommé Luosi Zhuanwan (罗寺转湾 écrit ensuite 螺丝转湾), et, après quelques modifications mineures, celle-ci devint un lieu de prières et d'activités religieuses. Cependant, ce lieu ne dura pas, car en 1618, un décret impérial bannit la pratique du catholicisme et l'église fut démolie.

## Reconstruction
En 1870, une nouvelle église néo-romane fut construite par le jésuite français Adrien de Carrère sur un site plus étendu qui rassemblait le site d'origine de Matteo Ricci et les ruines d'un vieux temple bouddhiste. Elle fut consacrée comme église de Notre-Dame de l'Immaculée-Conception. Pendant l'Expédition du Nord, elle a subi d'importantes dommages et a même été utilisée comme écuries pendant un temps. Plus tard, en 1928, elle fut restaurée par le Gouvernement National et son apparence actuelle est très proche de celle qu'elle avait après sa dernière restauration, malgré sa fermeture et les dommages subis pendant la révolution culturelle.

## Galerie d'images

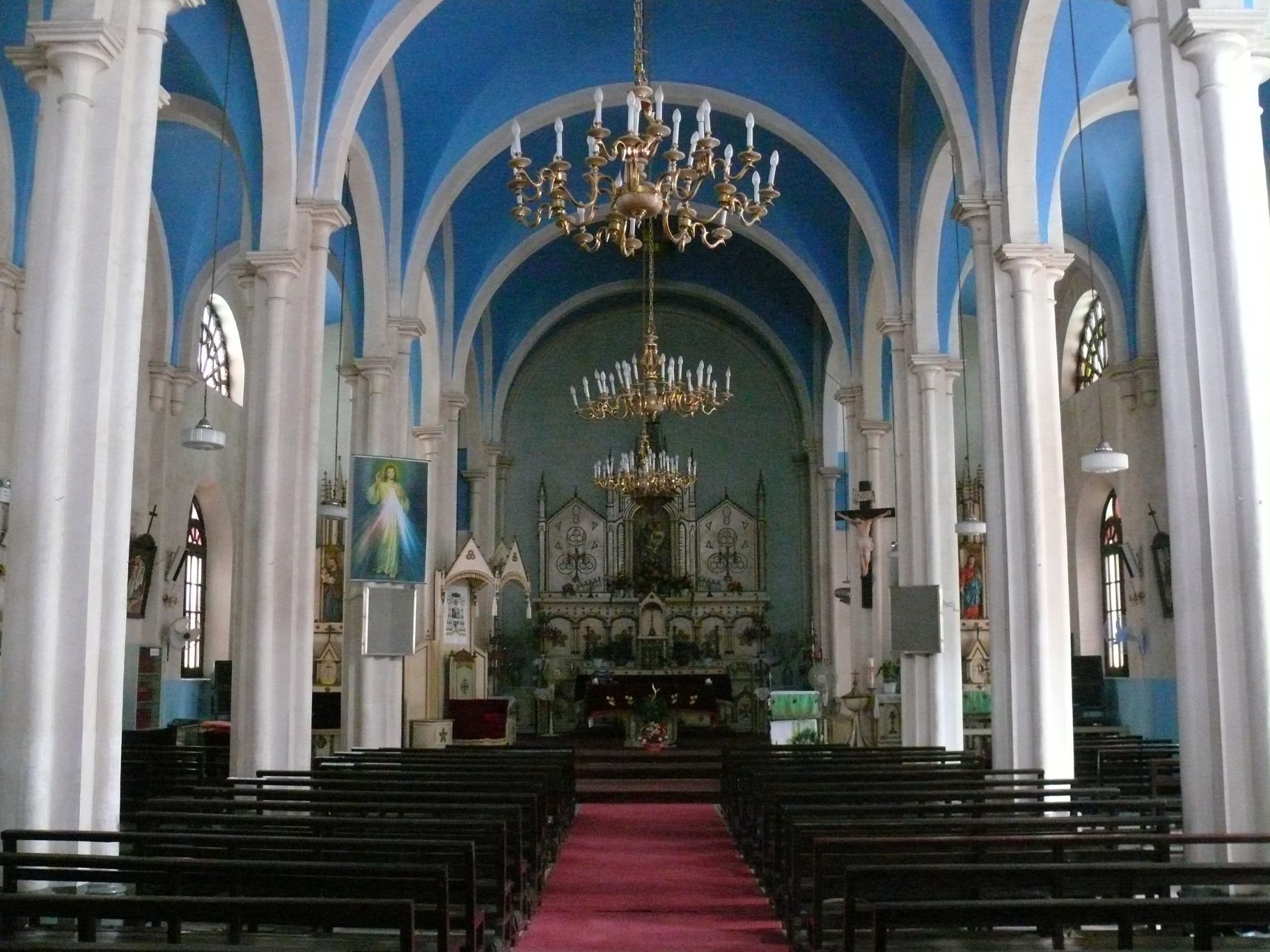
La nef
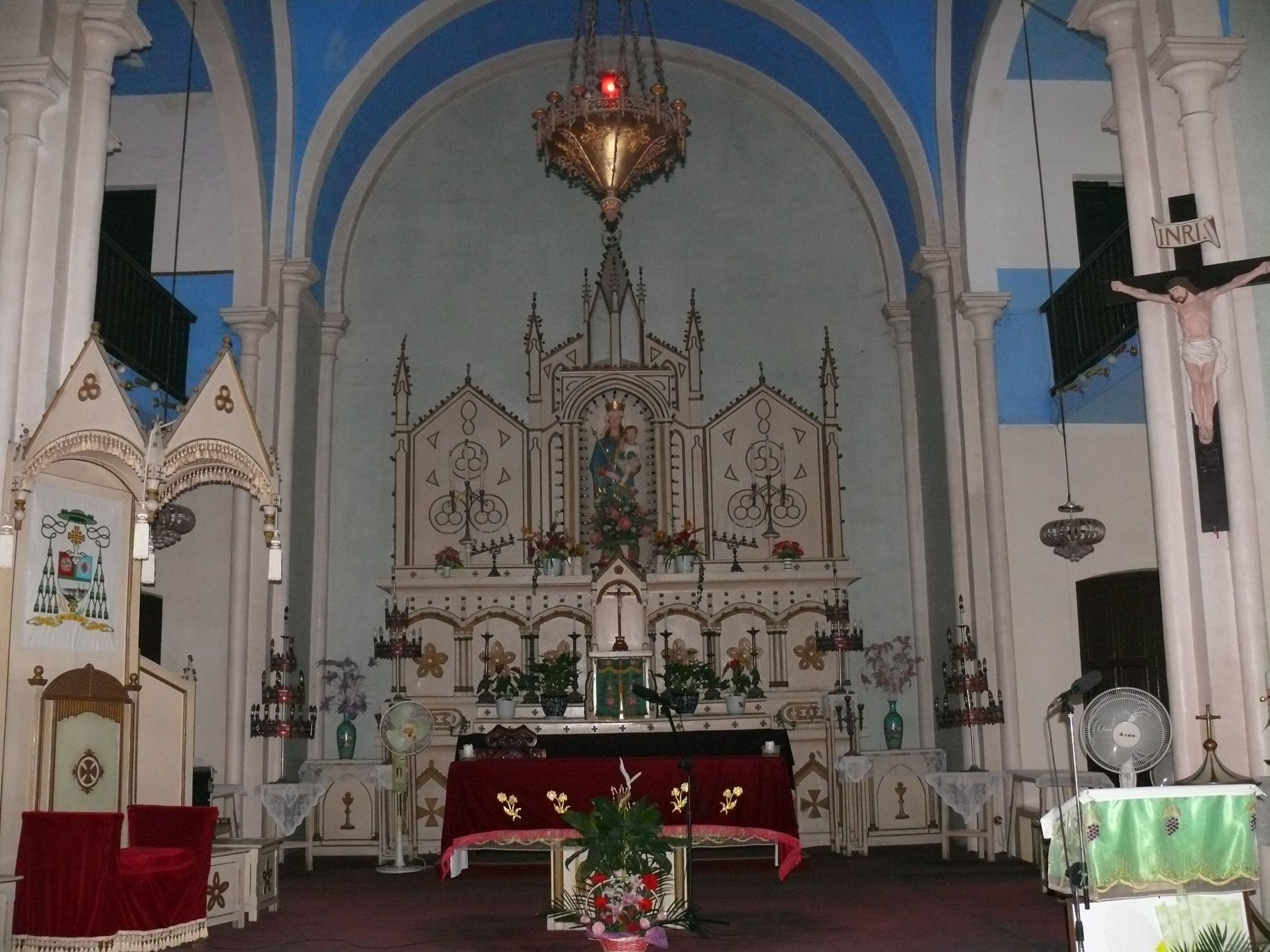
Le chœur
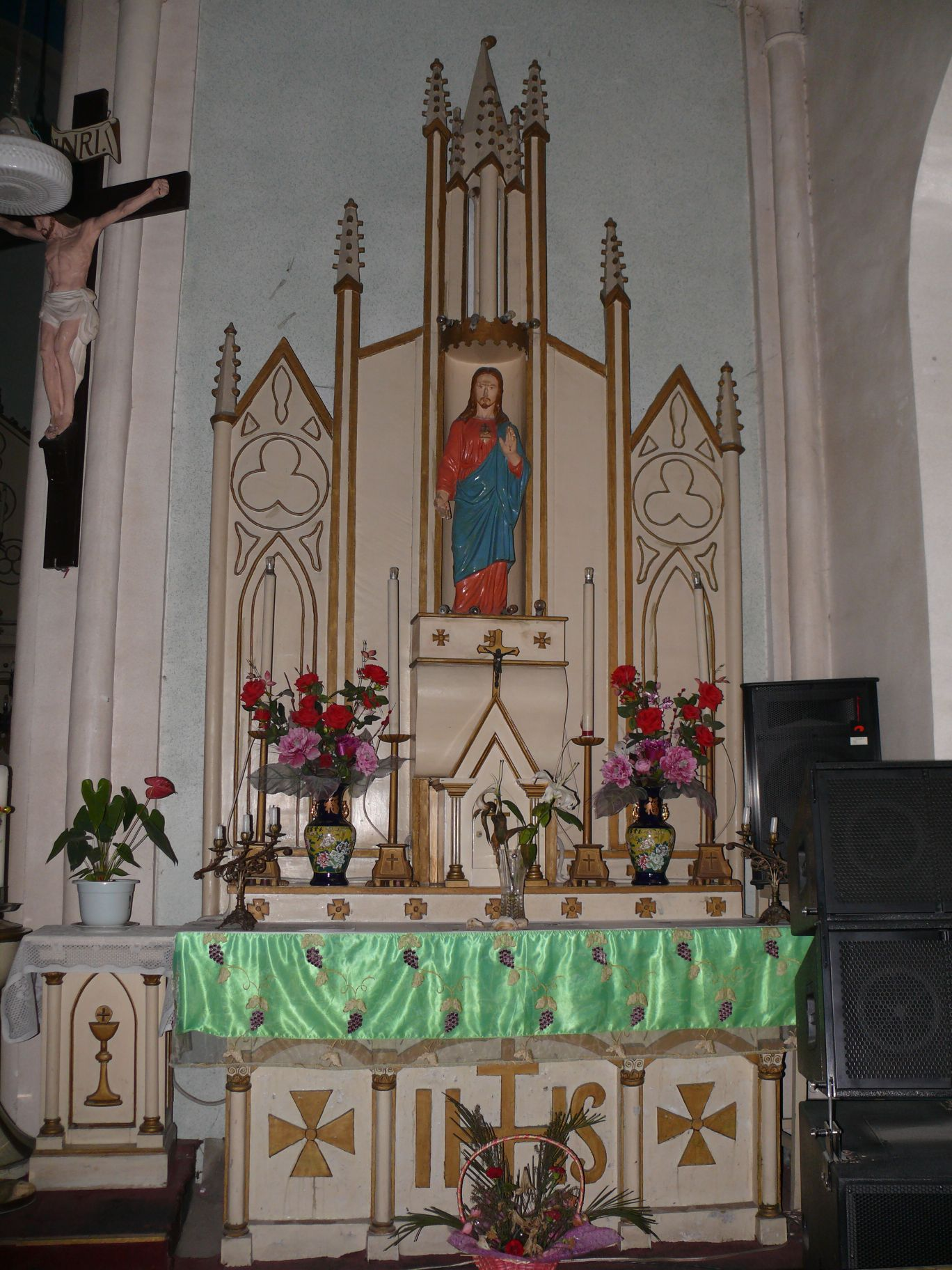
L'autel du Sacré-Cœur
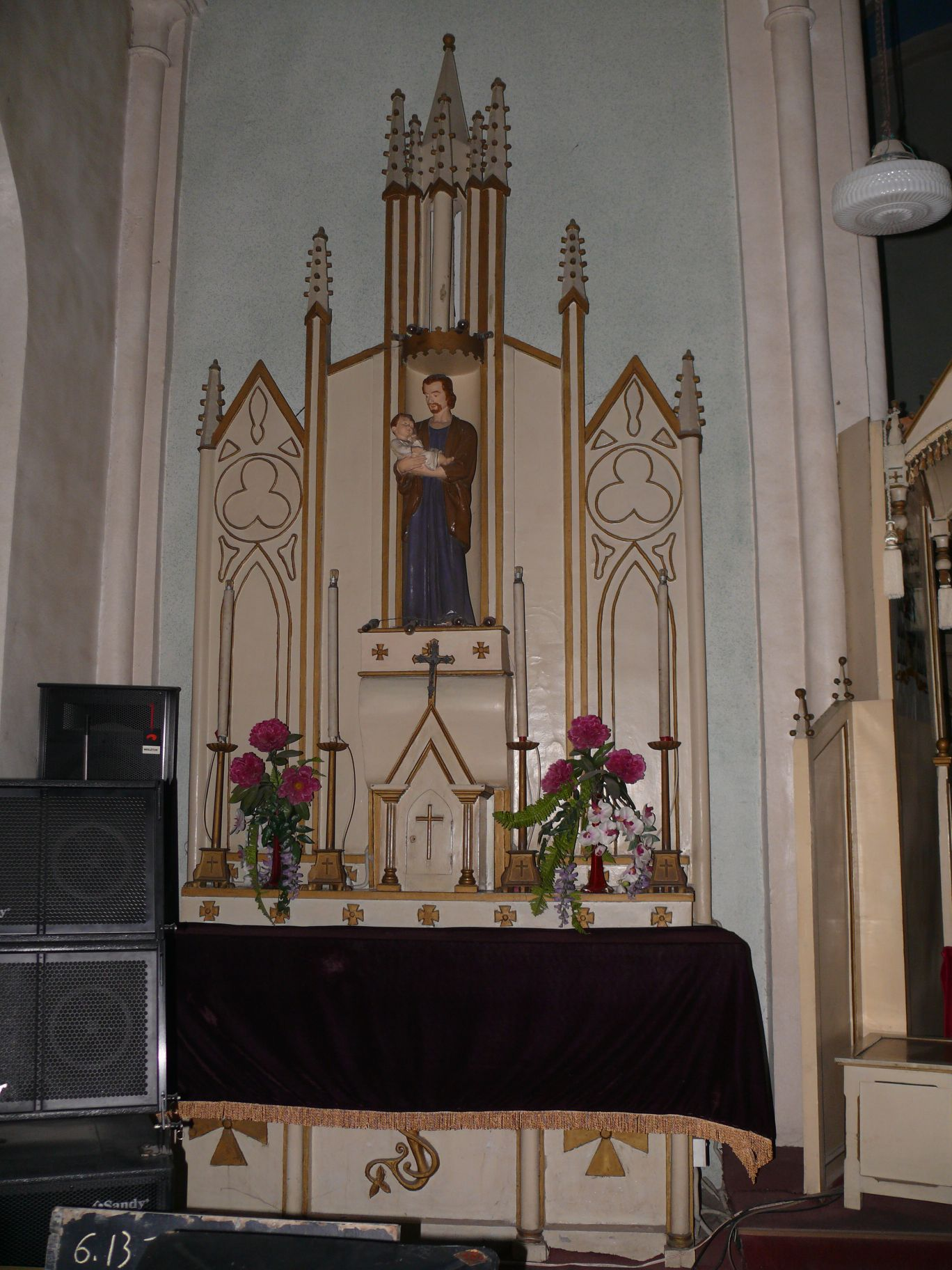
L'autel de Saint-Joseph

## Sources
- (en) Cet article est partiellement ou en totalité issu de l’article de Wikipédia en anglais intitulé « Cathedral of the Immaculate Conception in Nanjing » (voir la liste des auteurs).
- « The Two Razings and Three Constructions of the Nanjing Cathedral »(Archive.org • Wikiwix • Archive.is • Google • Que faire ?) (consulté le 24 mars 2013)